# Geto Boys
Die Geto Boys war eine Hardcore-Hip-Hop-Gruppe aus Houston, Texas. Die Band ist für ihre drastischen und detailliert von Gewalt handelnden Texte ebenso bekannt wie für ihre sozialkritische Grundeinstellung. Mitglieder der Ende der 1980er Jahre gegründeten Geto Boys waren bis zuletzt  Scarface und Willie D und Bushwick Bill.
Die Geto Boys veränderten Rap-Musik, da sie in ihren Lyrics ältere Grenzen brachen, was die Darstellung von Gewalt, Sex und Tod anging. In dieser Hinsicht gehörten sie mit zu den Vätern des Stils, der später auch von Esham oder Eminem geprägt wurde. Sie gehörten zu den ersten national erfolgreichen Bands aus dem Dirty South der USA.
Der Bandname stammt angeblich von einem Straßenschild in Houston und von Graffiti in ihrer High School. Einzig auf ihrer 1989er-Veröffentlichung Grip It! verwendeten sie das orthographisch korrekte Ghetto Boys.

## Werdegang
Gegründet wurde die Gruppe 1986 unter dem Namen Ghetto Boys von James "Lil' J" Smith, dem Inhaber des Labels  Rap-A-Lot Records. Zur ursprünglichen Besetzung gehörten die Rapper Sire Juke Box, Sir Rap-A-Lot und Raheem. Nachdem Sir Rap-A-Lot und Raheem die Gruppe verlassen hatten, stießen Prince Johnny C, DJ Ready Red und Bushwick Bill dazu. 1988 veröffentlichten die Ghetto Boys ihr Debütalbum Makin' Trouble, kurz darauf verließen Prince Johnny C und Sire Juke Box die Gruppe und wurden durch Willie D und Scarface ersetzt.
Öffentlich bekannt wurden sie durch ihr 1990er-Album The Geto Boys. Die Zusammenstellung älterer und bereits veröffentlichter Stücke, wurde durch zwei neue Tracks angereichert. Die Band musste den Vertrieb wechseln, da Geffen Records sich weigerte, die explizite Darstellung von Vergewaltigungen, Nekrophilie und Mord in dem Song Mind Of A Lunatic zu veröffentlichen, nachdem bereits im Vorfeld eine kontroverse Diskussion zum Thema ausgebrochen war. Schließlich übernahm Giant Records den Vertrieb. Das Album erschien selbst auf Rick Rubins Def American Recordings.
In den frühen 1990ern kam die Hip-Hop-Szene unter verbalen Beschuss durch verschiedene Politiker und US-Organisationen. Obwohl sich diese vor allem auf Ice-T und die 2 Live Crew fokussierten, gerieten auch weniger bekannte Rapper wie die Geto Boys ins Visier der Diskussion. 
1991 verlor Bushwick Bill ein Auge, weil sich im Streit mit seiner damaligen Freundin ein Schuss aus seiner Pistole löste. Auf dem Cover des nächsten Albums We Can't Be Stopped war er mit seinem verletzten Auge zu sehen, von Scarface und Willie D. im Krankenbett durch einen Krankenhausflur geschoben. Das Album erreichte hohe Verkaufszahlen. Der Song Mind Playing Tricks On Me wurde ein Hit in der Hip-Hop-Szene und kam sogar in die US-Popcharts. 
Danach begannen alle drei Gruppenmitglieder Solokarrieren. Willie D. stieg komplett bei den Geto Boys aus. Scarface und Bushwick Bill nahmen Big Mike in die Gruppe auf, die drei produzierten 1993 ’Til Death Do Us Part. Willie D. kehrte zurück, 1996 erschien The Resurrection sowie 1998 Da Good, Da Bad & Da Ugly. Mike Judge benutzte die zwei Songs „Damn it feels good to be a gangsta“ und „Still“ in seinem Film Office Space. Letzteres wurde auch von Seth MacFarlane in seiner Cartoonserie Family Guy in einer Szene genutzt, die die Szene aus Office Space parodierte. Nach siebenjähriger Pause erschien 2005 schließlich The Foundation.
Am 9. Juni 2019 starb das langjährige Mitglied Bushwick Bill an Bauchspeicheldrüsenkrebs.
Auf seinem Album Note 1+ nimmt der Berliner Rapper Jack Orsen bei dem Lied „Geto Boys“ in Beat und Titel Bezug auf die Gruppe.

## Diskografie

### Studioalben
| Jahr | Titel                        | Höchstplatzierung, Gesamtwochen, AuszeichnungChartsChartplatzierungen (Jahr, Titel, Platzierungen, Wochen, Auszeichnungen, Anmerkungen) | Anmerkungen                                              |
| Jahr | Titel                        | US | Anmerkungen                                              |
| ---- | ---------------------------- | --- | -------------------------------------------------------- |
| 1988 | Making Trouble               | — | Erstveröffentlichung: 17. Februar 1988                   |
| 1989 | Grip It! On That Other Level | — | Erstveröffentlichung: 12. März 1989                      |
| 1991 | We Can’t Be Stopped          | US24 Platin · (42 Wo.)US | Erstveröffentlichung: 1. Juli 1991 Verkäufe: + 1.000.000 |
| 1993 | Till Death Do Us Part        | US11 Gold · (27 Wo.)US | Erstveröffentlichung: 19. März 1993 Verkäufe: + 500.000  |
| 1996 | The Resurrection             | US6 Gold · (18 Wo.)US | Erstveröffentlichung: 2. April 1996 Verkäufe: + 500.000  |
| 1998 | Da Good, da Bad & da Ugly    | US26 (12 Wo.)US | Erstveröffentlichung: 17. November 1998                  |
| 2005 | The Foundation               | US19 (8 Wo.)US | Erstveröffentlichung: 25. Januar 2005                    |

### Kompilationen
| Jahr | Titel                       | Höchstplatzierung, Gesamtwochen, AuszeichnungChartsChartplatzierungen (Jahr, Titel, Platzierungen, Wochen, Auszeichnungen, Anmerkungen) | Anmerkungen                             |
| Jahr | Titel                       | US | Anmerkungen                             |
| ---- | --------------------------- | --- | --------------------------------------- |
| 1992 | Uncut Dope: Geto Boys’ Best | US147 (9 Wo.)US | Erstveröffentlichung: 5. November 1992  |
| 2002 | Greatest Hits               | — | Erstveröffentlichung: 19. November 2002 |
| 2008 | Best of the Geto Boys       | — | Erstveröffentlichung: 17. Juni 2008     |

### Remixalben
| Jahr | Titel         | Höchstplatzierung, Gesamtwochen, AuszeichnungChartsChartplatzierungen (Jahr, Titel, Platzierungen, Wochen, Auszeichnungen, Anmerkungen) | Anmerkungen                            |
| Jahr | Titel         | US | Anmerkungen                            |
| ---- | ------------- | --- | -------------------------------------- |
| 1990 | The Geto Boys | US171 (7 Wo.)US | Erstveröffentlichung: 17. Oktober 1990 |

### Singles
| Jahr | Titel Album                                   | Höchstplatzierung, Gesamtwochen, AuszeichnungChartplatzierungen (Jahr, Titel, Album, Platzierungen, Wochen, Auszeichnungen, Anmerkungen) | Höchstplatzierung, Gesamtwochen, AuszeichnungChartplatzierungen (Jahr, Titel, Album, Platzierungen, Wochen, Auszeichnungen, Anmerkungen) | Anmerkungen         |
| Jahr | Titel Album                                   | UK | US | Anmerkungen         |
| ---- | --------------------------------------------- | --- | --- | ------------------- |
| 1991 | Mind Playing Tricks on Me We Can’t Be Stopped | — | US23 Gold · (20 Wo.)US | Verkäufe: + 500.000 |
| 1993 | Six Feet Deep Till Death Do Us Part           | — | US40 (15 Wo.)US |                     |
| 1996 | The World Is a Ghetto The Resurrection        | UK49 (2 Wo.)UK | US82 (7 Wo.)US |                     |

Weitere Singles
- 1990: Do It Like a G.O.
- 1991: Ain’t with Being Broke
- 1993: Crooked Officer
- 1993: Straight Gangstaism
- 1996: Geto Fantasy
- 1998: Gangsta (Put Me Down)
- 2005: Yes, Yes, Y’all
- 2005: G Code